# José António de Magalhães Araújo Pinheiro
José António de Magalhães Araújo Pinheiro GCC • GOA • GCA • MPSD • MOSD • MSMM • MPMM (Amarante, Novembro de 1956) é um General Piloto-Aviador português, que desempenhou a função de Chefe do Estado-Maior da Força Aérea entre 2011 e 2016, tendo também sido o principal colaborador do Ministro da Defesa Nacional e do Chefe de Estado-Maior General das Forças Armadas (CEMGFA) em todos os assuntos relacionados com a Força Aérea Portuguesa.

## Biografia
Ingressou no Curso de Aeronáutica da Academia Militar em 1973, tendo sido brevetado nos EUA em Dezembro de 1977. Foi comandante da Base Aérea N.º 5, em Monte Real, e da Academia da Força Aérea, em Sintra. Como Piloto-Aviador, tem mais de 3000 horas de voo, a maioria delas em aviões de caça.
Tomou posse como Comandante da Força Aérea no dia 23 de fevereiro de 2011 numa cerimónia no Palácio de Belém, substituindo o General Luís Araújo que havia deixado a Força Aérea para se tornar no CEMGFA. Cessou funções em 2016, tendo sido sucedido pelo Tenente-General Manuel Teixeira Rolo.
Comandou a Força Aérea Portuguesa numa altura difícil de redução de custos e de pessoal. José Pinheiro lutou para manter os níveis de operacionalidade exigidas para o cumprimento da missão da FAP, alertando incansavelmente o Estado português sobre os problemas que afectaram a FAP.

## Condecorações[7][8]
Entre diversas condecorações, destacam-se:
- duas Medalhas de Prata de Serviços Distintos de Portugal (? de ? de 19??)
- Medalha de 2.ª Classe de Mérito Militar de Portugal (? de ? de 19??)
- duas Medalhas de Ouro de Serviços Distintos de Portugal (? de ? de 19??)
- Medalha de 1.ª Classe de Mérito Militar de Portugal (? de ? de 19??)
- Medalha de 1.ª Classe de Mérito Aeronáutico de Portugal (? de ? de 19??)
- Grande-Oficial da Ordem Militar de Avis de Portugal (15 de Maio de 2008)
- Grande-Oficial da Ordem do Mérito Aeronáutico do Brasil (4 de Abril de 2012)
- Grã-Cruz com Espadas da Ordem Pro Merito Melitensi da Ordem Soberana e Militar de Malta (25 de Julho de 2012)
- Oficial da Ordem Nacional da Legião de Honra de França (4 de Abril de 2014)
- Grã-Cruz da Ordem Militar de Avis de Portugal (9 de Junho de 2014)
- Grã-Cruz da Ordem Militar de Cristo de Portugal (29 de Fevereiro de 2016)